# Saint-Agnan (Yonne)
Saint-Agnan è un comune francese di 925 abitanti situato nel dipartimento della Yonne nella regione della Borgogna-Franca Contea. I suoi abitanti sono detti Agnanais oppure Agnanaises.

## Società

### Evoluzione demografica
Abitanti censiti